# 沙里院戰役
沙里院戰役發生於1950年10月17日，當時聯合國向入侵南韓的北韓部隊展開反攻。許多北韓部隊單位在聯合國部隊的壓力下後撤，英聯邦第27旅在旅長巴兹爾·奥布里·科德的指揮下 - 由阿蓋爾和薩瑟蘭高地團第1營、米德塞科斯團第1營和皇家澳大利亞團第3營組成 - 在1個混亂而單方面的行動中攻佔沙里院市。美軍第7騎兵團也有參戰。北韓方面共有215人陣亡及3,700人被俘，而英聯邦則有1人死亡及3人受傷（全部來自阿蓋爾團）。

## 附錄
1. ↑  Coulthard-Clark 1998, p 256.